# V-2 Schneider
〈V-2 Schneider〉는 잉글랜드의 음악가 데이비드 보위의 노래이다. 1977년에 발매한 열두 번째 정규 음반 《"Heroes"》에 수록되어 있으며, 리드 싱글 〈"Heroes"〉의 B-사이드에도 실렸다. 데이비드 보위가 홀로 작사·작곡하였으며, 프로듀싱은 토니 비스콘티와 함께 작업하였다.